# Soletellina biradiata
Soletellina biradiata is een tweekleppigensoort uit de familie van de Psammobiidae. De wetenschappelijke naam van de soort is voor het eerst geldig gepubliceerd in 1815 door W. Wood.